# Diego Abente Brun
Diego Abente Brun (bl. 1958) ist ein paraguayischer Diplomat und Politiker.

## Werdegang
1984 wurde er Ph.D. der Politikwissenschaft der University of New Mexico.
Von 1984 bis 1993 war er ordentlicher Professor für Politikwissenschaft an der Miami University.
Von 1993 bis 2003 war er Mitglied des Paraguayischen Senates.
Von Juni 1999 bis zum 6. Mai 2002 war er ständiger Vertreter der Paraguayischen Regierung bei der Organisation Amerikanischer Staaten.
Von 2002 bis 2003 war er Präsident der Partido Encuentro Nacional.
Von 6. Mai 2002 bis zum 1. November 2002 war er Justiz- und Arbeitsminister.
2003 bis 2005 war er Berater des Paraguayischen Finanzministers.

## Veröffentlichungen
- La Guerra de la Triple Alianza: Tres modelos explicativos, in: RPS, 26, No. 74 (1989)
- Mit Larry Diamond war er der Herausgeber von: Clientelism, Social Policy, and the Quality of Democracy
- Paraguay am Scheideweg / Diego Abente Brun In: KAS-Auslands-Informationen 23 (2007), 3, Paraguay at the Crossroads[5]
- Paraguay en transición / Diego Abente Brun, 1993[6]
- „El Paraguay actual 1ª parte: 1989–1998“, de Diego Abente Brun, es el libro número 14 que prepara la Colección La Gran Historia del Paraguay, editada por El Lector y distribuida por ABC Color, para el próximo domingo 11 de julio.[7]
- Latin America's struggle for democracy[8]